# This Spaceship
This Spaceship je drugi album pulske rock skupine Atomsko sklonište izdan za inozemno tržište.
U ljeto 1986. godine Langer i Gužvan odlaze na Floridu kako bi pripremili novi album na engleskom jeziku, no u međuvremenu im stiže loša vijest da je Sergio Blažić preminuo u pulskoj bolnici 18. siječnja 1987.
 
Gužvan i Langer nastavljaju rad na albumu This Spaceship na kojem se nalazi 8 starih pjesama s novim aranžmanima. Jedino su dvije pjesme nove, iako su i za njih iskorištene neke teme i gitarski rifovi iz starijih pjesama. Taj album nije imao uspjeha ni kod nas ni u inozemstvu. Njime, možemo reći, završava legendarni desetogodišnji period grupe.

## Popis pjesama
1. Space Generation (3:49)
2. Believe Me (3:45)
3. Night After Night (3:55)
4. Learned How To Listen (4:03)
5. 1945 - 1995 (4:30)
6. We Are The Generation (3:42)
7. Flying (3:53)
8. Together (3:10)
9. Nothing Left To Show (3:20)
10. This Spaceship (4:45)